# Juniorvärldsmästerskapen i nordisk skidsport 2020
Juniorvärldsmästerskapen och U23-världsmästerskapen i nordisk skidsport 2020 arrangerades i Oberwiesenthal i Tyskland mellan den 29 februari och 8 mars 2020. Det var de 43:e juniorvärldsmästerskapen samt det 15:e U23-världsmästerskapet i ordningen i nordisk skidsport.
Nya tävlingar för året var mixstafetten för U23-klassen i längdskidåkning samt mixad lagtävling i nordisk kombination. Herrarnas tävling i Normalbacke + 5 km i Nordisk kombination togs bort.

## Medaljöversikt

### Backhoppning

#### Herrar, juniorer
class="wikitable" style="font-size:90%;vertical-align:top;;"
 style="vertical-align:top;"
 style="vertical-align:top;"
 style="vertical-align:top;"
| Disciplin                | Guld                                                        | Silver                                                             | Brons                                                        |
| Normalbacke              | Peter Resinger                                              | Sander Vossan Eriksen                                              | Mark Hafnar                                                  |
| Lagtävling i normalbacke | Slovenien Žak Mogel Jan Bombek Jernej Presečnik Mark Hafnar | Österrike Peter Resinger Josef Ritzer David Haagen Marco Wörgötter | Tyskland Luca Roth Claudio Hass Kilian Märkl Philipp Raimund |

#### Damer, juniorer
class="wikitable" style="font-size:90%;vertical-align:top;;"
 style="vertical-align:top;"
 style="vertical-align:top;"
| Disciplin                | Guld                                                                  | Silver                                                                 | Brons                                                           |
| Normalbacke              | Marita Kramer                                                         | Thea Minyan Bjørseth                                                   | Lara Malsiner                                                   |
| Lagtävling i normalbacke | Österrike Lisa Eder Vanessa Moharitsch Julia Mühlbacher Marita Kramer | Slovenien Jerneja Brecl Lara Logar Jerneja Repinc Zupančič Katra Komar | Tyskland Michelle Göbel Josephin Laue Pia Kübler Selina Freitag |

#### Mix, juniorer
class="wikitable" style="font-size:90%;vertical-align:top;;"
 style="vertical-align:top;"
| Disciplin                | Guld                                                             | Silver                                                                                      | Brons                                                      |
| Lagtävling i normalbacke | Österrike Lisa Eder Marco Wörgötter Marita Kramer Peter Resinger | Norge Eirin Maria Kvandal Bendik Jakobsen Heggli Thea Minyan Bjørseth Sander Vossan Eriksen | Slovenien Jerneja Brecl Jan Bombek Katra Komar Mark Hafnar |

### Längdskidåkning
- K: Klassisk stil
- F: Fristil

#### Herrar, juniorer
class="wikitable" style="font-size:90%;vertical-align:top;;"
 style="vertical-align:top;"
 style="vertical-align:top;"
 style="vertical-align:top;"
 style="vertical-align:top;"
 style="vertical-align:top;"
| Disciplin                  | Guld                                                      | Silver                                                             | Brons                                                                |
| Sprint (F)                 | Ansgar Evensen                                            | Valerio Grond                                                      | Maxim Cervinka                                                       |
| 10 km intervallstart (K)   | Gus Schumacher                                            | Friedrich Moch                                                     | Davide Graz                                                          |
| 30 km masstart (F)         | Iver Tildheim Andersen                                    | Friedrich Moch                                                     | Martin Kirkeberg Mørk                                                |
| Stafett 4 x 5 km (K+K+F+F) | USA Luke Jager Ben Ogden Johnny Hagenbunch Gus Schumacher | Kanada Xavier McKeever Olivier Leveille Thomas Stephen Remi Drolet | Italien Michele Gasperi Davide Graz Giovanni Ticco Francesco Manzoni |

#### Damer, juniorer
class="wikitable" style="font-size:90%;vertical-align:top;;"
 style="vertical-align:top;"
 style="vertical-align:top;"
 style="vertical-align:top;"
 style="vertical-align:top;"
 style="vertical-align:top;"
| Disciplin                    | Guld                                                  | Silver                                                            | Brons                                                                |
| Sprint (F)                   | Louise Lindström                                      | Izabela Marcisz                                                   | Siri Wigger                                                          |
| 5 km intervallstart (K)      | Helene Marie Fossesholm                               | Lisa Lohmann                                                      | Izabela Marcisz                                                      |
| 15 km masstart (F)           | Helene Marie Fossesholm                               | Izabela Marcisz                                                   | Siri Wigger                                                          |
| Stafett 4 x 3,3 km (K+K+F+F) | Schweiz Nadja Kälin Siri Wigger Anja Weber Anja Lozza | USA Sydney Palmer-Leger Kendall Kramer Sophia Laukli Novie McCabe | Sverige Tilde Bångman Märta Rosenberg Tove Ericsson Louise Lindström |

#### Herrar, U23
class="wikitable" style="font-size:90%;vertical-align:top;;"
 style="vertical-align:top;"
 style="vertical-align:top;"
 style="vertical-align:top;"
 style="vertical-align:top;"
| Disciplin                | Guld                    | Silver                  | Brons                   |
| Sprint (F)               | Vebjørn Hegdal          | Mattia Armellini        | Harald Østberg Amundsen |
| 15 km intervallstart (K) | Sergej Ardasjev         | Harald Østberg Amundsen | Hugo Lapalus            |
| 30 km masstart (F)       | Harald Østberg Amundsen | Sergej Ardasjev         | Håvard Moseby           |

#### Damer, U23
class="wikitable" style="font-size:90%;vertical-align:top;;"
 style="vertical-align:top;"
 style="vertical-align:top;"
 style="vertical-align:top;"
 style="vertical-align:top;"
| Disciplin                | Guld           | Silver                | Brons      |
| Sprint (F)               | Emma Ribom     | Johanna Hagström      | Julia Kern |
| 10 km intervallstart (K) | Ebba Andersson | Marte Mæhlum Johansen | Emma Ribom |
| 15 km masstart (F)       | Ebba Andersson | Moa Lundgren          | Emma Ribom |

#### Mix, U23
class="wikitable" style="font-size:90%;vertical-align:top;;"
 style="vertical-align:top;"
 style="vertical-align:top;"
| Disciplin                  | Guld                                                                                     | Silver                                                                        | Brons                                                                  |
| Stafett 4 x 5 km (K+K+F+F) | Norge Marte Mæhlum Johansen Håvard Moseby Harald Østberg Amundsen Hedda Østberg Amundsen | Ryssland Christina Matsokina Sergey Ardashev Denis Filimonov Nina Dubotolkina | Italien Anna Comarella Simone Daprà Martin Coradazzi Francesca Franchi |

### Nordisk kombination

#### Herrar, juniorer
class="wikitable" style="font-size:90%;vertical-align:top;;"
 style="vertical-align:top;"
 style="vertical-align:top;"
 style="vertical-align:top;"
| Disciplin                           | Guld                                                                              | Silver                                                       | Brons                                                               |
| Normalbacke + 10 km                 | Jens Lurås Oftebro                                                                | Johannes Lamparter                                           | Gael Blondeau                                                       |
| Lagtävling i normalbacke + 4 x 5 km | Österrike Stefan Rettenegger Thomas Rettenegger Johannes Lamparter Fabio Obermeyr | Frankrike Maël Tyrode Edgar Vallet Mattéo Baud Gaël Blondeau | Norge Emil Ottesen Marius Solvik Sebastian Østvold Andreas Skoglund |

#### Damer, juniorer
class="wikitable" style="font-size:90%;vertical-align:top;;"
 style="vertical-align:top;"
 style="vertical-align:top;"
| Disciplin          | Guld        | Silver               | Brons       |
| Normalbacke + 5 km | Jenny Nowak | Gyda Westvold Hansen | Lisa Hirner |

#### Mix, juniorer
class="wikitable" style="font-size:90%;vertical-align:top;;"
 style="vertical-align:top;"
 style="vertical-align:top;"
| Disciplin                                 | Guld                                                                            | Silver                                                        | Brons                                                             |
| Lagtävling i normalbacke + 5+2,5+2,5+5 km | Norge Sebastian Østvold Marte Leinan Lund Gyda Westvold Hansen Andreas Skoglund | Tyskland Christian Frank Maria Gerboth Jenny Nowak David Mach | Japan Daimatsu Takehana Ayane Miyazaki Anju Nakamura Kodai Kimura |

### Medaljtabeller

#### Alla tävlingar
| Pl.                   | Nation                | Guld | Silver | Brons | Totalt |
| --------------------- | --------------------- | ---- | ------ | ----- | ------ |
| 1                     | Norge                 | 9    | 6      | 4     | 19     |
| 2                     | Österrike             | 5    | 2      | 1     | 8      |
| 3                     | Sverige               | 4    | 2      | 3     | 9      |
| 4                     | USA                   | 2    | 1      | 1     | 4      |
| 5                     | Tyskland              | 1    | 4      | 3     | 8      |
| 6                     | Ryssland              | 1    | 2      | 0     | 3      |
| 7                     | Schweiz               | 1    | 1      | 2     | 4      |
| 7                     | Slovenien             | 1    | 1      | 2     | 4      |
| 9                     | Polen                 | 0    | 2      | 1     | 3      |
| 10                    | Italien               | 0    | 1      | 4     | 5      |
| 11                    | Frankrike             | 0    | 1      | 2     | 2      |
| 12                    | Kanada                | 0    | 1      | 0     | 1      |
| 13                    | Japan                 | 0    | 0      | 1     | 1      |
| Totalt antal medaljer | Totalt antal medaljer | 24   | 24     | 24    | 72     |

#### Juniorer
| Pl.                   | Nation                | Guld | Silver | Brons | Totalt |
| --------------------- | --------------------- | ---- | ------ | ----- | ------ |
| 1                     | Norge                 | 6    | 4      | 2     | 12     |
| 2                     | Österrike             | 5    | 2      | 1     | 8      |
| 3                     | USA                   | 2    | 1      | 0     | 3      |
| 4                     | Tyskland              | 1    | 4      | 3     | 8      |
| 5                     | Schweiz               | 1    | 1      | 2     | 4      |
| 5                     | Slovenien             | 1    | 1      | 2     | 4      |
| 7                     | Sverige               | 1    | 0      | 1     | 2      |
| 8                     | Polen                 | 0    | 2      | 1     | 3      |
| 9                     | Frankrike             | 0    | 1      | 1     | 1      |
| 10                    | Kanada                | 0    | 1      | 0     | 1      |
| 11                    | Italien               | 0    | 0      | 3     | 3      |
| 12                    | Japan                 | 0    | 0      | 1     | 1      |
| Totalt antal medaljer | Totalt antal medaljer | 17   | 17     | 17    | 51     |

#### U23
| Pl.                   | Nation                | Guld | Silver | Brons | Totalt |
| --------------------- | --------------------- | ---- | ------ | ----- | ------ |
| 1                     | Norge                 | 3    | 2      | 2     | 7      |
| 1                     | Sverige               | 3    | 2      | 2     | 7      |
| 3                     | Ryssland              | 1    | 2      | 0     | 3      |
| 4                     | Italien               | 0    | 1      | 1     | 2      |
| 5                     | Frankrike             | 0    | 0      | 1     | 1      |
| 5                     | USA                   | 0    | 0      | 1     | 1      |
| Totalt antal medaljer | Totalt antal medaljer | 7    | 7      | 7     | 21     |